# Nothocnide repanda
Nothocnide repanda är en nässelväxtart som först beskrevs av Bi., och fick sitt nu gällande namn av Carl Ludwig von Blume. Nothocnide repanda ingår i släktet Nothocnide och familjen nässelväxter. Inga underarter finns listade i Catalogue of Life.